# Platnickia roble
Platnickia roble là một loài nhện trong họ Zodariidae.
Loài này thuộc chi Platnickia. Platnickia roble được Cristian J. Grismado & Norman I. Platnick miêu tả năm 2008.